# Melanagromyza fabae
Melanagromyza fabae este o specie de muște din genul Melanagromyza, familia Agromyzidae, descrisă de Spencer în anul 1973. Conform Catalogue of Life specia Melanagromyza fabae nu are subspecii cunoscute.